# Târnova, Caraș-Severin
Târnova este satul de reședință al comunei cu același nume din județul Caraș-Severin, Banat, România.